# Jerry Sichting

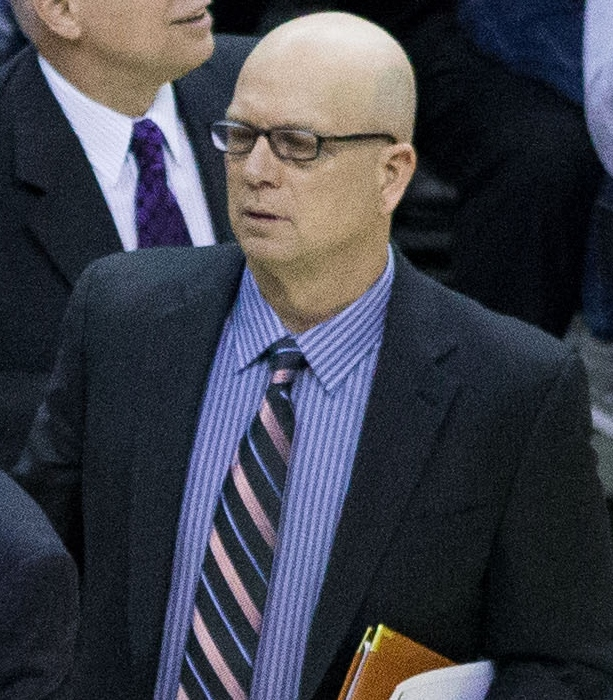
Imagem de Jerry Sichting.

Jerry Sichting é um ex-jogador de basquete norte-americano que foi campeão da Temporada da NBA de 1985-86 jogando pelo Boston Celtics.